# Greenlaw House
Greenlaw House ist eine Villa nahe der schottischen Ortschaft Castle Douglas in der Council Area Dumfries and Galloway. 1971 wurde das Bauwerk in die schottischen Denkmallisten in der höchsten Denkmalkategorie A aufgenommen.

## Beschreibung
Die klassizistische Villa wurde um 1741 erbaut. Das zweistöckige Bauwerk liegt isoliert abseits der A713 rund zwei Kilometer nördlich von Castle Douglas. Die Fassaden sind mit Harl verputzt mit abgesetzten rustizierten Ecksteinen. Die südwestexponierte Frontseite ist sieben Achsen weit, wobei die beiden äußeren Achsen leicht zurückversetzt sind. Der zentrale Eingangsbereich ist mit vier ionischen Pilastern und segmentbogigem Gesimse gestaltet. Das Eingangsportal mit halbrundem Kämpferfenster ist über eine Vortreppe mit gusseisernen Balustern zugänglich. Längliche Fenster mit abschließenden Oculi flankieren das Portal. Die entlang der Fassaden eingelassenen zwölfteiligen Sprossenfenster schließen mit Architraven.
An der rückwärtigen Fassade besteht das Mauerwerk aus Bruchstein. Trotzdem entspricht ihre Gestaltung weitgehend der der Frontseite. Einzig wurden dorische anstelle von ionischen Pilastern gewählt. An beiden Seitenfassaden treten halbrunde, drei Achsen weite Ausbuchtungen hervor. Ebenerdig sind venezianische Fenster eingesetzt. An der Westseite liegt innen ein Treppenaufgang. Das Gebäude schließt mit einem schiefergedeckten Walmdach.
Um 1984 verheerte ein Brand Greenlaw House und noch 1986 war das Dach teilweise zerstört.